# 3C 33
3C 33 ist eine Radiogalaxie, genauer eine narrow-line radio galaxy (NLRG), mit einer Rotverschiebung von z=0,0597. Die Galaxie besitzt zwei Lobes mit Hotspots (Fanaroff-Riley-Typ II). Anhand von 3C 33 konnte 1986 durch Meisenheimer und Röser erstmals die Zugehörigkeit der Hotspots zu ihren Radiogalaxien durch direkte Beobachtungen gestützt werden.